# Електронний архів ДонНТУ
Електронний архів ДонНТУ (E-archive DonNTU, Electronic Archive Donetsk National Technical University) — сховище документів відкритого доступу та інституційний репозитарій Донецького національного технічного університету, що накопичує, зберігає, розповсюджує та забезпечує довготривалий, постійний та надійний доступ до результатів наукових досліджень та навчально-методичних розробок професорсько-викладацького складу, науковців, аспірантів та студентів ДонНТУ.

## Мета та завдання E-archive DonNTU

### Мета E-archive DonNTU
- підтримувати та розвивати рух відкритого доступу до наукової інформації;
- сприяти входженню науковців Донбасу та України у світовий науково-інфорамційний простір та соціальній трансформації ролі науки у сучасному суспільстві;
- спонукати науковців та освітян Донецького національного технічного університету та інших вищих навчальних закладів України до активних дій в напрямку вільного поширення наукових інформаційних ресурсів університетів як основних наукових установ сучасного суспільства.

### Завдання E-archive DonNTU
- накопичення, збереження та розповсюдження результатів наукових досліджень та навчально-методичної роботи професорсько-викладацького складу, співробітників та студентів ДонНТУ у вигляді електронних ресурсів;
- забезпечення довготривалого, постійного та надійного відкритого доступу до вмісту E-archive DonNTU;
- розширення аудиторії користувачів сайту Донецького національного технічного університету та підвищення вебометричного рейтингу ДонНТУ;
- підтримка навчального процесу, зокрема дистанційного навчання;
- створення організаційної, технічної, інформаційної та програмної інфраструктури інституційного репозитарію E-archive DonNTU.

## Історія

### Передумови створення E-archive DonNTU
На початку XXI сторіччя Донецький національний технічний університет мав розгалужену, але дещо розрізнену сукупність наукових та освітніх інформаційних електронних ресурсів:
- Інформаційний портал ДонНТУ
- Портал магістрів ДонНТУ
- Центр дистанційної освіти ДонНТУ

На виконання вимог Закону України "Про основні засади розвитку інформаційного суспільства в Україні на 2007–2015 рр." щодо забезпечення «вільного доступу до результатів наукових досліджень, створених за рахунок коштів Державного бюджету України» з 2008 року всі випуски Наукових праць ДонНТУ розміщуються на порталі наукової періодики України, створеному національною бібліотекою України ім. Вернадського.
Тому для систематизації, створення повного архіву всіх наукових та освітніх інформаційних ресурсів ДонНТУ та надання користувачам єдиної точки доступу до них було прийняте рішення про організацію інституційного репозитарію Донецького національного технічного університету.

### Початок роботи
Підготовча робота зі створення електронного архіву активізувалася у вересні 2009 року після приєднання ДонНТУ до проекту ELibUkr «Електронна бібліотека: Створення центрів знань в університетах України». За участі та допомоги координаторів проекту були розроблені політики репозитарію, положення про електронний архів (інституціональний репозитарій) ДонНТУ, авторський договір. Після аналізу доступного відкритого програмного забезпечення, придатного для створення та підтримки цифрових архівів, було обрано пакет DSpace, розроблений у MIT та лабораторії HP у Кембріджі, Массачусетс.
У 2010 році було вирішено, що архів буде функціонувати на базі бібліотеки ДонНТУ, яка перейшла до вирішення практичних (технічних) питань, а саме вибору програмного забезпечення, технічної і адміністративної підтримки репозитарію. При виборі ПЗ вивчався досвід багатьох репозитарієв тому вибір зупинився на безкоштовному ПЗ з вільним кодом DSpace, а саме на версії 1.5. Після консультації зі співробітниками інших навчальних закладів у травні 2011 року було прийнято рішення перейти на версію DSpace 1.7, яка має більше можливостей.
У травні 2011 року прийнято наказ про обов'язкове самоархівування, згідно з яким кожний підрозділ університету призначає координатора, який відповідає за наповнення своєї гілки архіву.
Для виконання усіх завдань репозитарію у січні 2011 року він оприлюднився світу.
Для зростання цитованості та включення ДонНТУ у світові інформаційні ресурси, E-archive DonNTU було зареєстровано у директорії репозитаріїв відкритого доступу DOAR, регістрі репозитаріїв відкритого доступу ROAR та у першому українському харвестері — OAI харвестер, який забезпечує глобальний пошук наукової інформації.

## Структура архіву
Структура архіву є ієрархічною: фонд архіву має у своєму складі: фонди факультетів, фонд бібліотеки ДонНТУ та фонд наукових праць університету. В свою чергу, фонди поділяються на підфонди, якими виступають кафедри кожного факультету. Підфонди поділяються на тематичні колекції, які визначають факультети, відповідно до видів документів, що включаються до архіву. Кожний підрозділ університету має право в будь-який момент додати або видалити зайву гілку в структурі архіву.
Керівництвом та співробітниками університету визначено, що колекції кафедр та факультетів будуть містити публікації та презентації вчених університету, навчально-методичні матеріали, покажчики, монографії, наукові праці співробітників ДонНТУ. Окремими колекціями виступають рекламні та організаційні матеріали, як окремих факультетів, так і університету взагалі.

## Перші результати
Перший рік функціонування архіву був пов'язаний з вирішенням багатьох питань — були визначені мета та політики роботи архіву, зручна структура, обрана технічна платформа на базі якої створювався архів. Вирішено багато організаційних(вибір адміністратора архіву, призначення координаторів від факультетів, прийняття наказу про обов'язкове самоархівування)та технічних питань (посилання на документ, вірна статистика).
Але отриманна статистика за рік свідчить про позитивні тенденції у цьому напрямоку роботи: На кінець 2012 року до складу репозитарію входить майже 14000 робіт, серед яких статті та презентації співробітників університету, покажчики та наукові праці вчених ДонНТУ. Ефективність використання архіву показують статистичні дані: за друге півріччя функціонування архіву більше ніж 500000 переглядів з різних країн світу, серед яких Україна, Росія, Казахстан, Білорусь, США та Німеччина.